# Tinamú de capell
El tinamú de capell (Crypturellus atrocapillus) és una espècie d'ocell de la família dels tinàmids (Tinamidae) que viu als boscos decidus de les terres baixes prop dels Andes, al sud-est del Perú i Bolívia.